# République d'Irak (1968-2003)
Pour l’article homonyme, voir République d'Irak.
Irak baasiste
17 juillet 1968 – 9 avril 2003
(34 ans, 8 mois et 23 jours)
Entités précédentes :
- République d'Irak

Entités suivantes :
- Autorité provisoire de la coalition

La république d'Irak, parfois désignée Irak baasiste, a été gouvernée de 1968 à 2003 selon un régime de parti unique, sous les présidences de Ahmad Hassan al-Bakr puis de Saddam Hussein, dirigeants du parti Baas. Cette période commença par une forte croissance économique, mais se termina par une baisse du pouvoir d'achat. Le revenu annuel moyen diminua, en raison de plusieurs facteurs externes et plusieurs facteurs internes au régime.
Abdul Rahman Aref, alors président de la république et Tahir Yahya, son premier ministre, furent renversés par le coup d'état baasiste du 17 juillet 1968 dirigé par Ahmad Hassan al-Bakr, membre du parti Baas. Le parti Baas qui avait auparavant occupé le pouvoir en 1963, était dirigé principalement par al-Bakr et Saddam Hussein. Pendant la présidence d'al-Bakr, l'économie irakienne s'épanouit. Cependant, plusieurs facteurs internes menaçaient la stabilité du pays, parmi lesquels les conflits du pays avec l'Iran et la communauté chiite. Le conflit externe a été le conflit frontalier avec l'Iran, qui contribuerait à la guerre Iran-Irak.
Saddam Hussein devint président le 16 juillet 1979, lors d'une vague de protestations contre le régime en Irak dirigée par la communauté chiite. Le parti Baas, qui était de nature laïque, a durement réprimé les manifestations. Un autre changement de politique a été la politique étrangère envers l'Iran, un pays musulman chiite. La détérioration des relations conduit finalement à la guerre Iran-Irak, qui a débuté lorsque l'Irak a lancé une invasion à grande échelle sur l'Iran en 1980. L'Iran, qui venait de vivre une révolution, et que le monde croyait faible, fut un choix facile pour la machine de guerre irakienne. Cela s'est révélé faux, et la guerre a duré huit ans. L'économie s'est détériorée pendant la guerre, et l'Irak est devenu dépendant des dons étrangers.
L'Irak et l'Iran signèrent finalement un cessez-le-feu en 1988.
En 1990, l'Irak accuse officiellement le Koweït d'avoir volé du pétrole irakien par forage oblique, bien que certaines sources irakiennes indiquent que la décision de Saddam Hussein d'attaquer le Koweït avait été mise au point de nombreux mois avant l'invasion. Plusieurs raisons officieuses ont été avancées afin de justifier l'invasion irakienne : l'incapacité de l'Irak à rembourser 80 milliards de dollars qui avaient été empruntés au Koweït pour financer la guerre Iran-Irak et la surproduction koweïtienne de pétrole qui a gardé des revenus en recul pour l'Irak. Le 2 août, l'Irak envahit le Koweït. L'Irak sera défait par les forces de la Coalition en janvier 1991. En 2003, les États-Unis envahissent l'Irak, l'accusant de posséder des armes de destruction massive.

## Histoire

### Coup d'État du 17 juillet 1968
Le coup d'État commença aux premières heures du 17 juillet 1968 quand les milices du Parti Baas prirent possessions du ministère de la défense, de l'électricité, de la radio, des ponts et des bases militaires. Toutes les lignes téléphoniques furent coupées à 3 heures du matin et des chars stationnèrent près du palais présidentiel. Abdul Rahman Aref, alors président de l'Irak, entendit parler du putsch lorsque son régime commença à repousser les putschistes. Ahmad Hasan al-Bakr, un des chefs des putschistes, déclara à Abdul Rahman Aref au téléphone qu'il était en ce moment de prendre le contrôle du palais présidentiel. Abdul Rahman Aref déclara à al-Bakr qu'il était prêt à démissionner et ce dernier lui déclara qu'il ne l'emprisonnera pas. Aref s'exila alors au Royaume-Uni. Le 17 juillet, al-Bakr devint président de la république. Ce coup d'État est caractérisé par le fait qu'il n'y a eu aucune effusion de sang.
En 1972, la nationalisation du pétrole est complète, la Iraq National Oil Company contrôle 100 % de la production.

### Présidence d'Ahmad Hasan al-Bakr

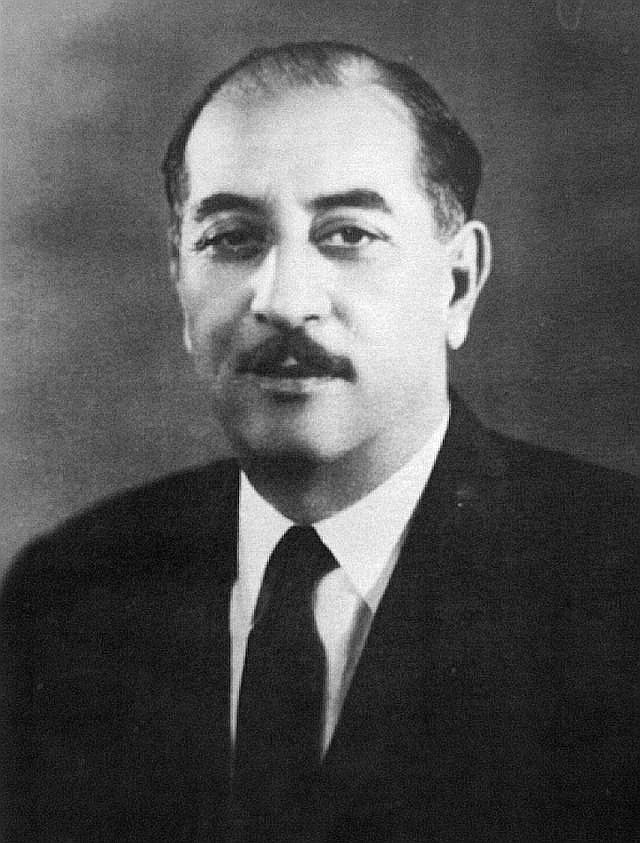
Ahmad Hasan al-Bakr, président de 1968 à 1979.

Quand al-Bakr devint président en 1968, il réprima les non-baasistes comme les nasséristes et les communistes. Il arrêta également des personnes qu'il accusa de collaborer avec Israël. Le 11 mars 1970, des accords sont signés sur l'autonomie du Kurdistan. La période est caractérisée par une montée en puissance du vice-président Saddam Hussein. Le 1er juin 1972, ce dernier commence une vaste nationalisation des compagnies pétrolières monopolistes qui se trouvaient jusque-là entre des mains étrangères. L'Irak connaît alors un développement industriel et social sans précédent. Saddam Hussein s'efforce de moderniser l'économie et l'industrie. En 1972, il devient général honoraire puis, l'année suivante, général.

### Accession de Saddam Hussein à la présidence

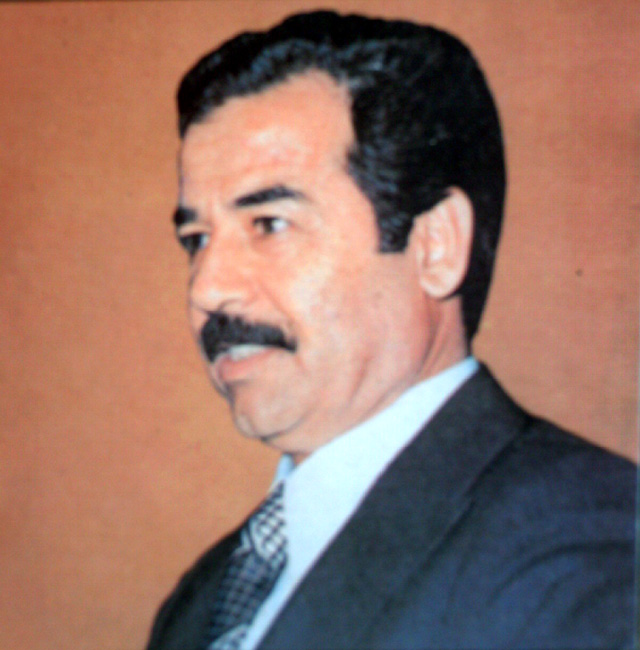
Saddam Hussein en 1987.

Saddam Hussein devient président le 16 juillet 1979, lors d'une vague de protestations contre le régime en Irak dirigée par la communauté chiite. Le parti Baas, qui était de nature laïque, a durement réprimé les manifestations. A 42 ans, se sentant assez puissant, Saddam Hussein succède à Ahmad Hasan al-Bakr et devient président de la république d'Irak, à la suite du renoncement « précipité » de son prédécesseur, officiellement pour « raison de santé ». Des milliers de cadres du parti Baas sont alors convoqués d'urgence et vingt-deux d'entre eux, accusés de trahison, sont arrêtés en pleine assemblée présidée par Saddam Hussein fumant le cigare et pleurant parfois, et sont emmenés à l'extérieur pour être exécutés sommairement. La scène est filmée et est suivie en direct dans tout le monde arabe[réf. nécessaire] ; elle servira à asseoir le pouvoir du nouveau dictateur en Irak et deviendra célèbre mondialement comme illustration de ses méthodes et de sa personnalité. Le nouveau président se nomme maréchal et commandant en chef des forces armées.

## La guerre Iran-Irak (1980-1988)
En septembre 1980, Saddam Hussein lance son armée contre l'Iran des mollahs, pour la conquête de trois objectifs :
- occuper la totalité du Chatt-el-Arab (delta du Tigre et de l'Euphrate), le « fleuve des Arabes », qu'il avait dû partager avec l'Iran, par le traité de 1975 ;
- faire du Khalidj al-Farsi, le golfe Persique, le Khalidj al-Arabi, le « golfe Arabique », en chassant définitivement les Iraniens des îlots qui contrôlent l'accès au détroit d'Ormuz.
- s'emparer de la province pétrolifère du Khouzistan, nommée par les nationalistes arabes l'Arabistan.

Jusqu'en 1988, les deux pays sont plongés dans une guerre longue et sanglante et finalement sans beaucoup de résultats. Car sur tous ses objectifs, Saddam Hussein connaît un échec relatif, malgré l'aide massive apportée par l'Union soviétique, la France, les États-Unis dans une moindre mesure et les Émirats arabes, qui redoutent avant toute chose la victoire iranienne et l'instauration en Irak d'un régime islamiste et chiite, alors que Saddam Hussein est laïc et sunnite. Au terme de huit années de guerre, l'Irak réussit à prendre pied sur la rive iranienne du Chatt-el-Arab, mais au prix d'un million de morts et de sa jeunesse sacrifiée. Durant ce conflit, l'Irak utilise massivement et systématiquement des gaz lacrymogènes (1982), puis des armes chimiques mortelles, interdites d'emploi par de nombreux traités internationaux, comme des vésicants et des neurotoxiques à partir de 1983.

### Système de pouvoir de Saddam Hussein
Durant les trente-cinq années de son pouvoir, il va utiliser tous les moyens possibles pour contrôler la population et régner sans partage. Comme tous les régimes totalitaires, la propagande est omniprésente à travers les différents médias et les affiches représentant le portrait du raïs alimentent un culte de la personnalité. La presse est censurée, tandis que la peur d'être arrêté et exécuté paralyse les opposants qui n'osent pas s'exprimer (une simple offense faite au chef d'État étant même légalement passible de la peine capitale), puisque les agents des services de renseignements sont partout, et la délation étant également monnaie courante. Ainsi, selon le témoignage d'un religieux étranger, à l'école, on demandait même aux enfants de répéter ce que disaient leurs parents à la maison.
Saddam Hussein use aussi de népotisme pour asseoir son pouvoir personnel. Ainsi plusieurs proches issus de son « clan » (fils, frères, demi-frères, oncles, cousins, etc.) nés souvent dans la même ville que lui à Tikrit, sont placés à des hauts postes de responsabilité, notamment au sein de l'armée et des services secrets (la Mukhabarat).
Néanmoins, cela n'empêche pas le dictateur de faire régner un véritable climat de terreur au sein même de sa propre famille. Ainsi, il n'hésite pas à faire exécuter par leur propre tribu, trois jours après leur retour d'exil de Jordanie le 23 février 1996, ses deux gendres qui étaient alors entrés en dissidence, les frères Hussein et Saddam Kamel, époux respectifs de Raghad et Rana. Il leur avait promis auparavant sa clémence si ceux-ci rentraient dans le rang (des menaces du Raïs sur la vie de leurs proches ayant probablement convaincu également les deux hommes de rentrer en Irak). Leur père, ainsi qu'un frère ont également été victime de ces représailles sanglantes.
Saddam commande un film au réalisateur égyptien Tawfiq Saleh intitulé Les Longs Jours : on y découvre un Saddam Hussein héroïque, qui tente d'assassiner le président Abdel Kerim Kassem, en 1959.
La prison d'Abu Ghraib est symbolique de l'arbitraire du régime. Les témoins rapportent que les cellules étaient de dimensions réduites (4 × 6 mètres). Elles n'étaient dotées ni d'eau courante, ni de toilettes. Les prisonniers, des opposants au régime, majoritairement des islamistes chiites pro-iraniens, s'entassaient à plusieurs dans ces pièces sans confort. Certains furent exécutés pour « activités religieuses ».
Saddam Hussein a échappé à plusieurs attentats ou tentatives de renversement par la force.

## Économie
L'Irak disposait d'une économie planifiée, adoptée en 1968 par des plans quinquennaux (en cinq ans) hérités du régime précédent.
Le gouvernement baasiste nationalise la compagnie pétrolière Iraq Petroleum Company en 1971 et les revenus pétroliers augmentèrent de 219 millions de dinars en 1972 à 1,7 milliard en 1974, 3,7 milliards en 1978 et 8,9 milliards en 1980. Avec la révolution islamique en Iran, l'Irak devient le deuxième pays exportateur mondial de pétrole. De 1970 à 1980, l'économie irakienne enregistre une croissance de 11,7 %.

## Modernisation de l'Irak

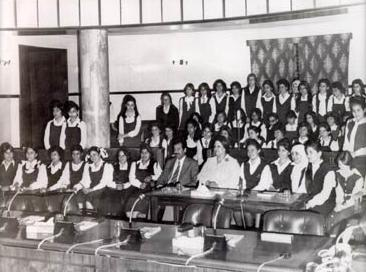
Saddam entouré d'étudiantes irakiennes

Dans le même temps, d'énormes progrès dans le domaine social auront été accomplis sous sa présidence. L'Irak s'industrialise rapidement et devient l'un des pays arabes où le niveau de vie est le plus élevé, avec comme résultat l'émergence d'une véritable classe moyenne.
En 1973, Saddam lance la « Campagne nationale pour l'éradication de l'illettrisme » un plan ambitieux visant à lutter contre l'analphabétisme. L'école devient gratuite, obligatoire et séculière pour les garçons et les filles. En moins de dix-huit mois, le nombre d'enseignants atteint le nombre de soixante-deux mille personnes, par ailleurs le nombre de filles scolarisées est multiplié par trois. L'Unicef reconnaît que l'Irak a pratiquement éradiqué l'illettrisme et aura poussé la scolarisation des Irakiens à un niveau encore inédit au Moyen-Orient. En 1982, l'Unesco remet un trophée à l'Irak pour l'effort d'alphabétisation dont avait fait preuve le gouvernement à l'égard des filles. Près de 95 % des filles étaient scolarisées.
En 1977, 70 % des pharmaciens et 46 % des dentistes étaient des femmes. Par ailleurs, une élite intellectuelle et scientifique voit rapidement le jour. L'Unesco explique que :
«  Le système éducatif en Irak avant 1991 était l’un des plus performants dans la région, avec un taux brut de scolarisation proche de 100 % dans l’enseignement primaire et un niveau élevé d’alphabétisation pour les deux sexes. L'enseignement supérieur était de qualité, particulièrement dans les établissements d’enseignement scientifique et technologique, et le corps enseignant compétent et motivé. »
De par sa jeunesse difficile, il souhaitait que tout le pays sache lire et écrire, car pour lui l'éducation gratuite était un pas de plus vers l'égalité.
Dans son esprit, l'éducation gratuite concerne aussi bien l'accès à l'école en elle-même, que l'obtention de livres scolaires et la gratuité des moyens de transport. C'est pour cette raison que dans les années 1970 et 1980, le ministère de l'éducation irakien distribue tous les outils nécessaires à une bonne éducation. Les élèves pouvaient se rendre à l'école grâce à des bus qui étaient gratuits, et à la fin de leur année scolaire, tous les élèves recevaient un cadeau, comme des montres pour les collégiens et les lycéens.

Les frais d'hospitalisation sont dorénavant pris en charge par l'État et des subventions sont accordées aux fermiers. Le système de santé irakien devient l'un des plus modernes et efficaces de tout le monde arabe ; les services publics ne sont pas en reste, car le recrutement se fait dorénavant sur le mérite.
L'Irak dépendant grandement du pétrole, Saddam tenta de diversifier l'économie en menant un plan d'industrialisation. L'Irak devient donc le premier État arabe à avoir utilisé sa rente pétrolière pour procéder à son industrialisation. Il entreprend la construction de routes, de grands axes autoroutiers et des bâtiments ainsi que le développement d'industries.
Il lance une révolution énergétique, amenant l'électrification de presque toutes les villes d'Irak (même les villes se situant dans les campagnes ou difficile d'accès). Près de dix mille villages ont été électrifiés en même temps. Par ailleurs, il fait distribuer gratuitement aux Irakiens des réfrigérateurs et des téléviseurs.
Avant les années 1970, l'Irak était un pays largement rural ; à la suite des différentes réformes, l'urbanisation s'étend. Saddam redistribue les terres aux paysans, qui étaient auparavant dans les mains d'une minorité de personnes. Il lance une réforme agraire devant permettre aux fermiers de maximiser le profit de leur exploitation. L'agriculture est donc mécanisée, et les paysans ne sachant pas utiliser les nouvelles machines sont formés par le gouvernement. Cette réforme avait également comme but de mettre fin au féodalisme.
Il lance également une véritable politique culturelle, il réhabilite et entretient les anciens palais datant de l'Empire Abbasside, l'ancienne cité de Babylone, les palais de Nabuchodonosor, la triple enceinte ainsi que la porte d'Ishtar à Babylone. Il fonde plusieurs musées à Bagdad en vue de rassembler et de conserver le patrimoine historique irakien.
En 1980, l'Irak était le seul pays arabe en passe d'atteindre l'autosuffisance alimentaire. D'ailleurs sa politique de modernisation ne s'arrêtait pas à l'Irak, car voulant la modernisation du monde arabe, il lance le Fonds national pour le développement extérieur. Il propose que l'augmentation du prix du brut, soit, en partie, consacrée à aider les États arabes les plus pauvres par l'intermédiaire d'un fonds de répartition. Cette proposition est saluée par les citoyens des pays arabes, mais elle est immédiatement rejetée par les émirs du Golfe.

## Non-intervention internationale
Sous la direction de Saddam Hussein, l'Irak devient une puissance régionale, en partie grâce aux revenus du pétrole et au soutien à la fois des pays occidentaux et du Bloc de l'Est.
Après la révolution islamique d'Iran qui isole diplomatiquement ce pays, l'Irak est perçu par l'Occident comme une force stabilisatrice pour la région, un barrage territorial et humain qui peut et sera utilisé pour barrer la route aux islamistes vers les richesses de la « corne arabique ».
L'Irak bénéficie alors d'un large soutien international et des pays comme la France, l’Allemagne de l'Ouest et les États-Unis (qui espéraient affaiblir le régime islamiste iranien et ainsi favoriser sa chute) lui fournissent en grande quantité armes et technologies, l'URSS restant toutefois le premier fournisseur d'armement. Le Raïs veut devenir le nouveau Saladin – étant également né à Tikrit – et rêve de prendre la tête du monde arabe par la conquête militaire, est sacré champion de l'Occident.
Les alliés occidentaux de l'Irak furent réticents à condamner le massacre de Halabja, au cours duquel des milliers de civils kurdes furent gazés par le régime de Saddam Hussein, en dépit de l'immense émotion de l'opinion publique internationale. La France se contenta d'un bref communiqué condamnant « l'usage d'armes chimiques où que ce soit ». Le rapport de l'ONU, réalisé par un colonel de l'armée espagnole, notait seulement que«  des armes chimiques ont de nouveau été employées tant en Irak qu'en Iran » et que « le nombre de victimes civiles augmente ». Le secrétaire général de l'ONU affirma que les nationalité « sont difficiles à déterminer, tant pour les armes que pour les utilisateurs de celles-ci ». La sous-commission de l'ONU pour les droits de l'homme estima, par onze voix contre huit, qu'il n'y avait pas lieu de condamner le régime de Saddam Hussein pour violation des droits de l'homme. Le président américain George H. W. Bush s'opposa à des sanctions contre l'Irak et lui accorda au contraire un prêt de un milliard de dollars.

### Invasion du Koweït et guerre du Golfe (1990-1991)

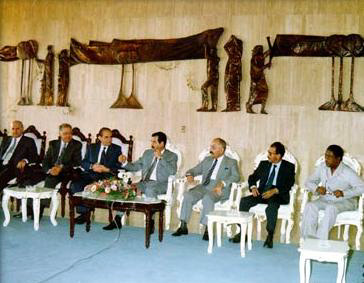
Saddam Hussein présidant une réunion du Parti Baath

Depuis quelques années, plusieurs faits vont pousser Saddam Hussein à être tenté par l'invasion du Koweït.
D'abord l'Irak, comme pays frontalier de l'Iran, a subi de grosses pertes dans la dernière guerre. Certaines personnes estiment que c'est parce que l'Irak a résisté qu'il a pu protéger les autres pays arabes dont l'Arabie saoudite. L'Irak perçoit mal que ses voisins et frères arabes ne l'aident pas plus dans son effort de reconstruction.
Ensuite, il y a des divergences sur des champs pétrolifères au sud du pays, avec le Koweït. Ce dernier pays effectue en 1990 un forage à l'horizontale, qui serait supposé prendre le pétrole en territoire irakien. Enfin, on peut citer la colossale dette de l'État irakien, qui avait acheté durant huit ans quantité d'armes les plus sophistiquées possible, ainsi que de nombreux produits de haute technologie coûteux, à la grande satisfaction des puissances industrielles, ravies de trouver là un nouveau débouché commercial, si utile en période de crise économique. Bagdad avait acheté, des années durant, encouragé par les gouvernements occidentaux qui éliminaient les freins à la coopération économique; malheureusement, à la fin de la guerre, les hommes d'affaires furent au rendez-vous, accourant tous à Bagdad dans l'espoir d'être payés. S'ajoute à cela les créanciers du Golfe, demandant eux aussi remboursement.
Comptant en partie sur la rente pétrolière pour réduire la dette, Saddam Hussein est confronté à la forte baisse des cours qui sévissait depuis 1986. En effet, plusieurs pays pétroliers ne respectent pas leurs quotas annuels, et finalement inondent le marché de surproductions permettant une brutale baisse du prix du baril. Parmi ces pays, on peut citer le petit émirat du Koweït, que l'Irak considérait depuis longtemps comme une de ses provinces, qui produit plus que nécessaire alors qu'il n'a pas d'apparent besoin de liquidités.
En 1990, Saddam Hussein décide l'invasion du Koweït. Dans un premier temps, l'ambassadeur des États-Unis transmet que « les États-Unis n'ont pas d'opinions sur la question [d'une invasion du Koweït] », ce qui équivaut à un agrément par tolérance en langage diplomatique. Saddam Hussein envahit donc le Koweït. Les États-Unis réévaluent la situation, puis affichent leur opposition à cette annexion.
Lors d'une séance à l'ONU, les États-Unis plaident en faveur d'une intervention armée tandis qu'« une jeune femme koweïtienne en larmes raconte les cruautés des armées irakiennes : viols de femmes, exécutions sommaires, vol de couveuses dans les hôpitaux (ce qui condamne les enfants prématurés). L'ONU approuve la guerre du Golfe (1990-1991), qui se termine par une défaite de l'Irak. Cependant, les forces de la coalition préfèrent « contenir » le régime irakien, plutôt que de risquer de déstabiliser le golfe Persique. Ainsi, les armées coalisées prennent le contrôle du nord et du sud de l'Irak, mais ne poussent pas leur avantage militaire jusqu'à Bagdad. Saddam Hussein reste au pouvoir et mate une rébellion, les coalisés n'agissant pas. L'ordre est rétabli dans le centre de l'Irak sous le contrôle de Saddam.

## L'Irak sous embargo international (1991-2003)
Un blocus économique est mis en place sur décision de l'ONU pendant douze ans (le programme « Pétrole contre nourriture »), mais il échoua à renverser Saddam Hussein. Ce blocus aurait provoqué en douze ans la mort de cinq cent mille à un million d’enfants, selon les Nations unies. L'Unicef annonçait un chiffre de 200 000 morts par an.
Saddam Hussein mate les rébellions dans le sang (il aurait même, selon certaines sources, utilisé des gaz de combat), notamment l'insurrection d'islamistes chiites pro-iraniens dans le Sud (100 000 morts), où il saccage, avant de les assécher plus tard, les marais de Mésopotamie où se dissimulaient les rebelles, sous les yeux des forces internationales qui refusent d'intervenir[réf. nécessaire].
Il conserve le pouvoir sur son peuple, mais le pays reste contrôlé par les forces de la coalition et l'ONU. Seul le Kurdistan irakien, dans la partie nord du pays, échappe à sa surveillance, devenant de facto indépendant dès cette époque[réf. nécessaire], en raison de l'action militaire des États-Unis en faveur des rebelles.
Cette période est celle d'une évolution d'un l'Irak laïc vers un Irak plus religieux : construction de plusieurs mosquées, dont l'une qui devait être la plus grande du monde (vers l'aéroport et quartier Al-Mansour), images de Saddam Hussein priant (bien que ça n'était pas nouveau), écriture du Coran avec son sang, prohibition plus sévère de l'alcool.
Les biens de Saddam Hussein ont été gelés par une décision de l'ONU en 2002, notamment ses deux villas azuréennes de Mougins[réf. nécessaire] et de Cannes[réf. nécessaire]. Le gouvernement irakien a demandé à en devenir titulaire.

## Le massacre des Kurdes
Le régime est l'auteur du massacre de plusieurs milliers de Kurdes, essentiellement dans les villages dirigés par l'Union patriotique du Kurdistan (UPK), alors soutenue par l'Iran.
Dès 1963[réf. nécessaire], la population kurde est persécutée et massacrée : 4 500 villages sont détruits, des mines antipersonnel sont dispersées dans la région et les terres agricoles sont dévastées.
Le 11 mars 1974, Saddam Hussein signe avec les deux Partis « autonomistes / indépendantistes » PDK et UPK Kurdes un accord relatif à l'autonomie du Kurdistan irakien, avec la « Loi pour l'autonomie dans l'aire du Kurdistan », qui stipule notamment que « la langue kurde doit être la langue officielle pour l'éducation des Kurdes ». Cette loi permet aussi l'élection d'un conseil législatif autonome, qui contrôle son propre budget. Cependant, 72 des 80 membres élus de ce conseil de la première session d'octobre 1974 ont été sélectionnés par Bagdad. En octobre 1977, la totalité du conseil est choisie par le régime.
Pendant la guerre contre l'Iran, en raison du soutien alors accordé par cet État à l'Union patriotique du Kurdistan (UPK), les Kurdes sont dans leur ensemble[réf. nécessaire] accusés d'être des « traîtres à l'Irak » et des « saboteurs », ce qui aurait justifié le lancement de l'opération Al-Anfal qui a été mise en œuvre entre le 23 février 1988 et le 6 septembre 1988. L'opération Al-Anfal se déclina en une série de 6 opérations visant 6 régions différentes du Kurdistan. Ainsi, le "Premier Anfal" qui ciblait les régions de Sergalou et Bergalou a eu lieu entre le 23 février et le 19 mars 1988, tandis que le sixième Anfal, dit « Anfal final », qui ciblait la région du Badinan, se déroula du 25 août au 6 septembre 1988. Ali Hassan al-Majid, dit « Ali le Chimique », a reconnu, lors de son procès, avoir ordonné à l'armée d'exécuter tous les Kurdes qui ignoreraient l'ordre d'évacuation de leurs villages.
L'opération Al-Anfal aurait abouti à la disparition d'environ 182 000 Kurdes(une des opérations d'Al-Anfal aurait « provoqué l’exode vers la Turquie de près de 100 000 civils », selon Kendal Nezan, qui écrit aussi qu'il y aurait eu 400 000 morts en quinze ans, sans que l'on sache ce que ces chiffres recouvrent). Le Tribunal spécial irakien a jugé Ali Hassan al-Majid coupable du massacre de 182 000 Kurdes. Le 24 juin 2007 Ali Hassan al-Majid, surnommé « Ali le Chimique », et deux autres anciens hauts dignitaires du régime de Saddam Hussein ont été condamnés à la peine de mort par pendaison pour le génocide commis contre les Kurdes au cours de cette opération Anfal. L'ONG américaine Human Rights Watch estime quant à elle qu'il aurait eu environ 100 000 "Kurdes non combattants" tués au cours de cette opération, selon une enquête effectuée et publiée dans les années 1990. En décembre 2005, une cour de La Haye a qualifié cette campagne de « génocide » lors du procès d'un industriel ayant exporté des produits chimiques vers l'Irak de Saddam Hussein.
Le 16 mars 1988, cinq mille Kurdes meurent dans la ville de Halabja et les bombardements provoquent trente mille à quarante mille contaminations[réf. nécessaire]. À l'époque, Washington[réf. nécessaire], et au moins aussi certains Kurdes du Parti démocratique du Kurdistan (PDK) [réf. nécessaire]soutenu à l'époque par l'Irak, avait soutenu la thèse que l'Iran et non l'Irak était à l'origine de ce massacre, les États-Unis n'ayant accusé l'Irak de ce crime qu'à partir d'août 1990 ; Tarek Aziz l'a également déclaré, dans une interview qu'il avait accordé à un journaliste américain et qui a publié ses déclarations dans un livre paru aux États-Unis au début des années 2000[réf. nécessaire], indiquant notamment, pour appuyer ses dires, que les gaz de combat employés, gaz dont la nature peut être déterminée à partir des photographies des victimes prises, étaient d'un type de ceux qu'utilisaient l'armée iranienne, et que ne possédaient pas l'armée irakienne[réf. nécessaire].
La coalition américano-britannique aurait trouvé, entre 2003 et 2005, 288 charniers[réf. nécessaire] contenant quelque 300 000 corps[réf. nécessaire] de personnes exécutées par le régime baasiste[réf. nécessaire]. Le 13 décembre 2004 aurait été découverte une fosse contenant près de cinq cents cadavres, dont ceux de femmes et d'enfants, dans les environs de Souleimaniye[réf. nécessaire].
À la suite de l'utilisation d'armes chimiques, deux millions de civils terrorisés, majoritairement kurdes, mais aussi arabes chiites et assyro-chaldéens, s'enfuient à partir du printemps 1991 vers les pays voisins de l'Irak. Saddam Hussein réussit à vider ces régions[réf. nécessaire] et à les soumettre à sa dictature. Des milliers d'individus accusés de séparatisme (Kurdes) ou d'intelligence avec l'ennemi (islamistes pro-iraniens) sont déportés, torturés ou massacrés à la frontière avec la Turquie[réf. nécessaire] et dans tout le pays.

## La chute (2003)
Le 20 mars 2003, les États-Unis et leurs alliés (principalement le Royaume-Uni) attaquent l'Irak et le régime de Saddam Hussein et le renversent lors d'une guerre éclair (mars-avril 2003).

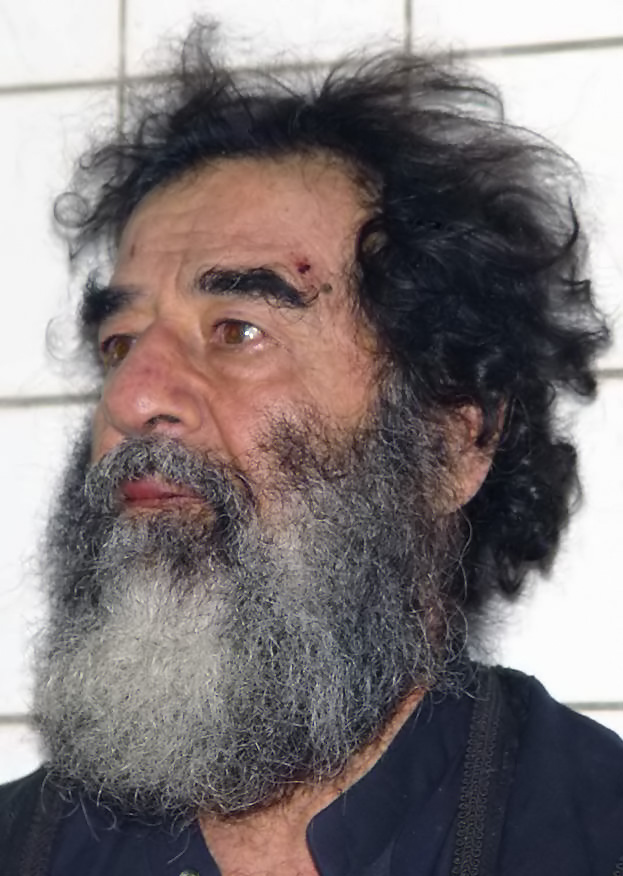
Saddam Hussein peu après son arrestation, le 14 décembre 2003

Le motif invoqué par le président américain George W. Bush pour l’attaque du pays est la détention par l'Irak d'armes de destruction massive. Cette guerre n’a pas reçu de mandat de l’ONU : la décision devait être prise à l'unanimité des membres du Conseil de Sécurité. Il manquait les voix de la France et de la Russie. Un rapport officiel publié en octobre 2004 par Washington conclura que le régime de Saddam Hussein ne possédait pas d'armes de destruction massive bien que plusieurs tonnes de produits toxiques et cinq cents obus à charge chimique aient été trouvés. L'autre motif invoqué est la reconstruction d'un Moyen-Orient cultivant la « démocratie » au lieu de la tyrannie. Toutefois, selon de nombreux analystes et intellectuels, les intérêts financiers de l'industrie pétrolière américaine en général et de la famille Bush en particulier ne seraient pas étrangers à cette invasion[réf. nécessaire].
La chute de Bagdad, le 9 avril 2003, marque la fin officielle du régime baasiste en Irak et l'entrée dans la clandestinité de Saddam Hussein et de nombreux responsables baasistes, bien que certains d'entre eux, tel Tarek Aziz, se soient volontairement livrés aux forces d’occupation. Après plusieurs mois passés dans la clandestinité, Saddam Hussein est arrêté dans une cave par l'armée américaine à Tikrit dans la nuit du 13 au 14 décembre 2003.
Il est rapidement « exhibé » avec les cheveux et la barbe hirsutes aux médias par l'armée américaine, avec pour objectif de saper le moral des groupes armés proches du parti Baas.